# Amorbach
Amorbach è una città tedesca di 3 914 abitanti, situato nel land della Baviera.